# Tagdemt
Tagdemt (în arabă تاقدمت) este o comună din provincia Tiaret, Algeria.
Populația comunei este de 4.543 de locuitori (2008).